# 何功偉
何功偉（1915年—1941年），湖北咸寧人，又名何斌、何彬、何伟，中国共产党烈士。
1935年“一二·九”抗日救亡运动爆发后，与进步学生发起成立“学联”，领导了武汉“一二·九”运动。学联被迫解散后，1936年4月又组织了“青年救国团”，继续领导学生运动。同年被开除学籍，化装潜往上海，参加全国学联的领导工作。8月於上海成為中國共產黨黨員。1937年任“上海青年救国服务团”组织部长，进行抗日宣传活动。不久到武汉，1938年任中共湖北省委委員及武昌區委書記，兼任“武汉青年救国团”负责人。之後接受中共派遣到鄂南、鄂西，回咸宁建立抗日根据地，曾經擔任咸宁中心县委书记，鄂南特委書記，恢复和发展了中共的组织和抗日武装。1939年到鄂西，历任中共湘鄂西区党委宣传部长、代理书记、中共鄂西特委書記。1940年2月任湘西區黨委書記。1941年1月新四軍事件發生後，因叛徒告密，在湖北恩施遭國民政府軍統逮捕，同年11月17日在恩施五道涧被執行槍決，得年26歲。遗作有《奴隶恋歌》《忆许云》《汨罗怨》。 